# Варжинья (Минас-Жерайс)
Варжинья (порт. Varginha) — муниципалитет в Бразилии, входит в штат Минас-Жерайс. Составная часть мезорегиона Юг и юго-запад штата Минас-Жерайс. Входит в экономико-статистический микрорегион Варжинья. Население составляет 123 081 человека на 2010 год. Занимает площадь 395,647 км². Плотность населения — 314,7 чел./км².
Varginha выделяется как один из главных центров торговли и производства кофе в Бразилии и в мире, производит отличное качество кофе (Кофе Гурмана), город является центром экспорта кофе, по большей части производство в Южной части, что делает торговлю возможной с рядом стран.
В городе есть привилегированное и стратегическое положения. При нахождении на берегу озера Furnas и на равном расстоянии от трех главных столиц Бразилии, Сан-Паулу, Рио-де-Жанейро и Белу-Оризонти был назначен журнал Veja в 2011 году как один из лучших средних городов в Бразилии, чтобы жить и инвестировать.
Праздник города — 7 октября.

## География
Климат местности: горный тропический. В соответствии с классификацией Кёппена, климат относится к категории Cwb.

## История
Город основан в 1882 году.
В городе построен один из кампусов Федерального центра технического образования Минас-Жерайс — одного из ведущих бразильских учебных заведений в сфере технологий.

## Статистика
- Валовой внутренний продукт на 2004 год составляет 1 372 083 000,00 реалов (данные: Бразильский институт географии и статистики).
- Валовой внутренний продукт на душу населения на 2004 год составляет 11 456,00 реалов (данные: Бразильский институт географии и статистики).
- Индекс развития человеческого потенциала на 2000 год составляет 0,824 (данные: Программа развития ООН).

## Фотогалерея
- Nave espacial iluminada
- Lago de Furnas Varginha
- Ipê amarelo no Lago de Furnas em Varginha
- Marina de barcos e Resort
- Jogo do Boa no Melão